# سولوچنا چاترجی
سولوچنا چاترجی (انگلیسی: Sulochana Chatterjee) بازیگر سابق فیلم هندی بود که به عنوان بازیگر در بالیوود و سینمای بنگال غربی، در ۹۳ فیلم، که شاخص‌ترین آنها بیا عشقم (۱۹۶۸)، جایی که ساتی هست خدا هست (۱۹۶۵) (Jahan Sati Wahan Bhagwan) و گاتوتکاچ دلاور (۱۹۷۰) بود، نقش ایفا کرد.

## فیلم‌شناسی
| سال  | نام فیلم                      | نقش                   | مرجع  |
| ---- | ----------------------------- | --------------------- | ----- |
| ۱۹۷۵ | جهان طلایی                    | خاله ساویتا           |       |
| ۱۹۷۴ | کلاهبردار بین‌المللی           | لاجوانتی              |       |
| ۱۹۷۳ | جزر و مد                      | نامادری گایاتری       | [ ۴ ] |
| ۱۹۷۲ | ماهاشیوراتری                  |                       | [ ۵ ] |
| ۱۹۷۲ | برادر من                      | مادر سرسوتی           | [ ۶ ] |
| ۱۹۷۲ | تقدیر                         |                       |       |
| ۱۹۷۲ | خانه عزیز من                  | خانم گیرداریلال شرما  |       |
| ۱۹۷۱ | بی گناه                       | خانم سرلا جین         | [ ۷ ] |
| ۱۹۷۰ | پریا                          |                       |       |
| ۱۹۶۹ | عشق، فقط عشق                  | لاکشمی                |       |
| ۱۹۶۸ | اولاد                         |                       |       |
| ۱۹۶۸ | بیا عشقم                      |                       |       |
| ۱۹۶۷ | یک تعامل مختصر                |                       |       |
| ۱۹۶۵ | خاندان                        | پرواتی شانکار لال     |       |
| ۱۹۶۴ | گل برای پوجا                  | خانم لاکشمی حکومت رای |       |
| ۱۹۶۳ | یک دل صد افسانه               | مادر نیلو             |       |
| ۱۹۶۳ | بندینی                        | مادر دیویندرا         |       |
| ۱۹۶۰ | کشوری که گنگ در آن جریان دارد | همسر رئیس پلیس        |       |
| ۱۹۵۶ | بیدار بمان                    | مینو                  |       |
| ۱۹۵۴ | بچه گم‌شده                     |                       |       |

## پیوند بیرونی
- سولوچنا چاترجی در بانک اطلاعات اینترنتی فیلم‌ها (IMDb)
- Cineplot